# Nieuwe Waterweg

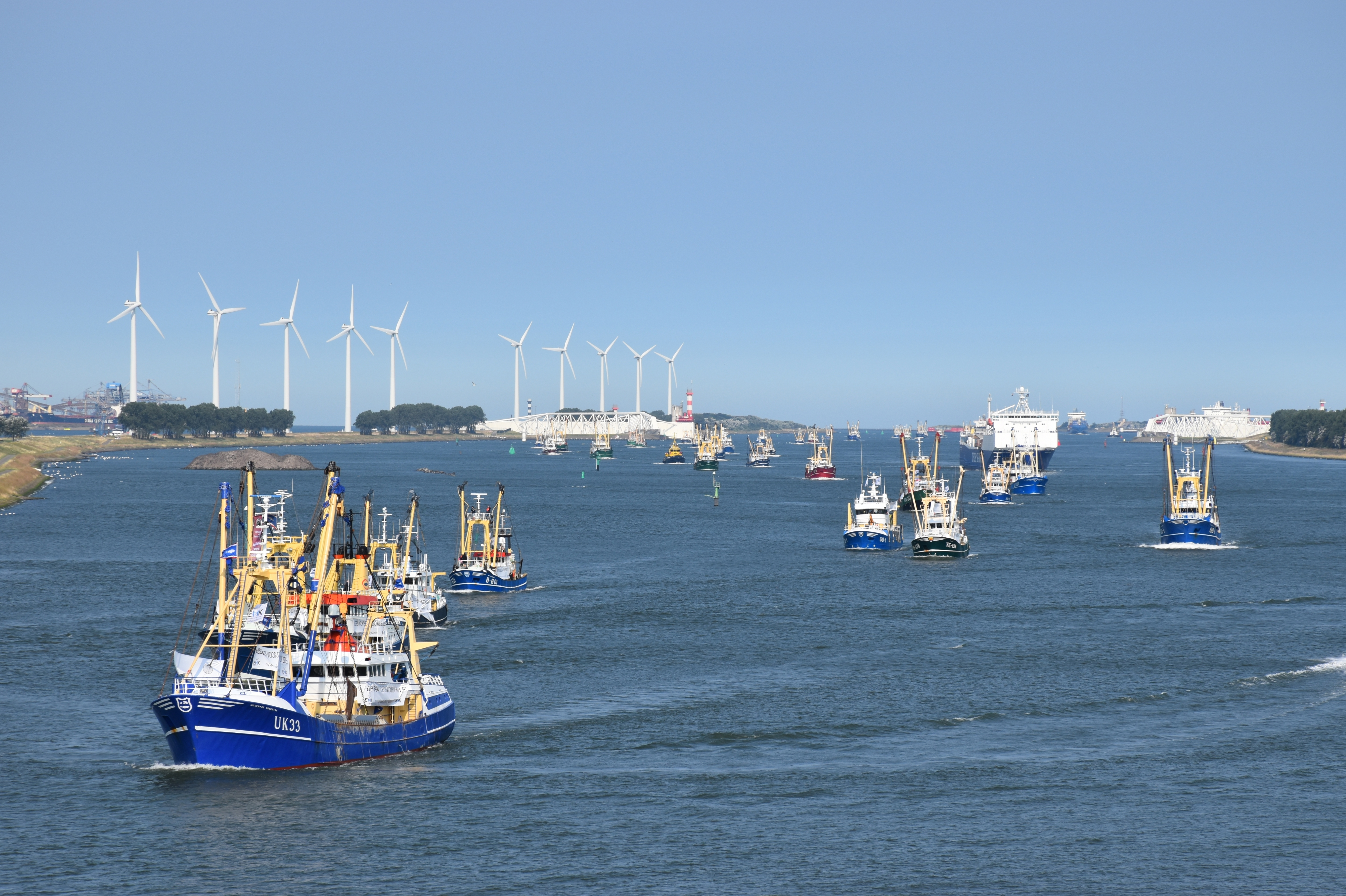
Nieuwe Waterweg (2016)

El Nieuwe Waterweg ("Canal Nuevo") es un canal de navegación en los Países Bajos desde het Scheur (un brazo del delta Rin-Mosa-Escalda) al oeste de la ciudad de Maassluis hasta el Mar del Norte en Hoek van Holland: el Maasmond, donde el Nieuwe Waterweg conecta con Maasgeul. Es la desembocadura artificial del río Rin.
El Nieuwe Waterweg, inaugurado en 1872, tiene una longitud de aproximadamente 20,5 kilómetros (12,7 mi). Fue construido para mantener la ciudad y el puerto de Rotterdam accesibles a los buques marítimos a medida que los brazos naturales del Mosa y el Rin se llenaban de sedimentos. La vía fluvial es una ruta marítima muy transitada ya que es el acceso principal a uno de los puertos más transitados del mundo, el puerto de Róterdam. A la entrada del mar se ha instalado un sistema de protección contra inundaciones llamado Maeslantkering (finalizado en 1997). No hay puentes ni túneles que crucen Nieuwe Waterweg.

## Historia

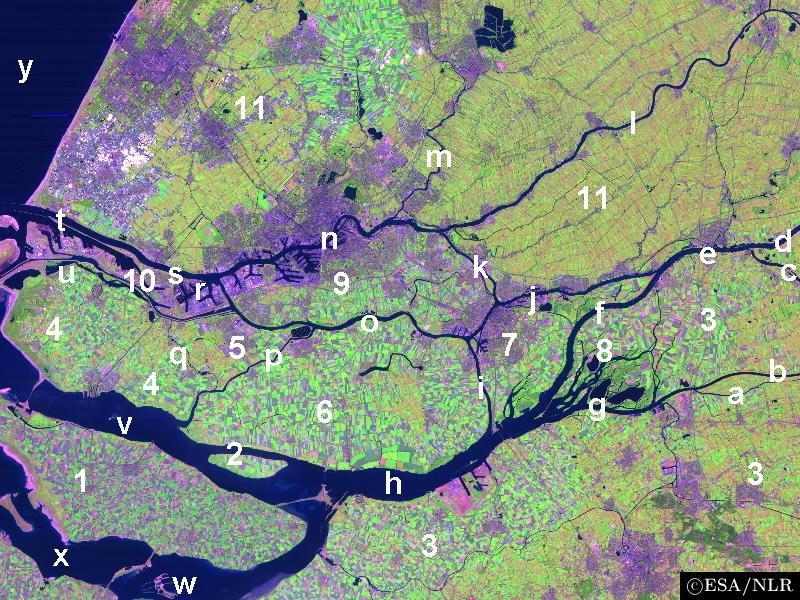
Imagen de satélite de la parte noroeste del delta Rin-Mosa que muestra el Nieuwe Waterweg.

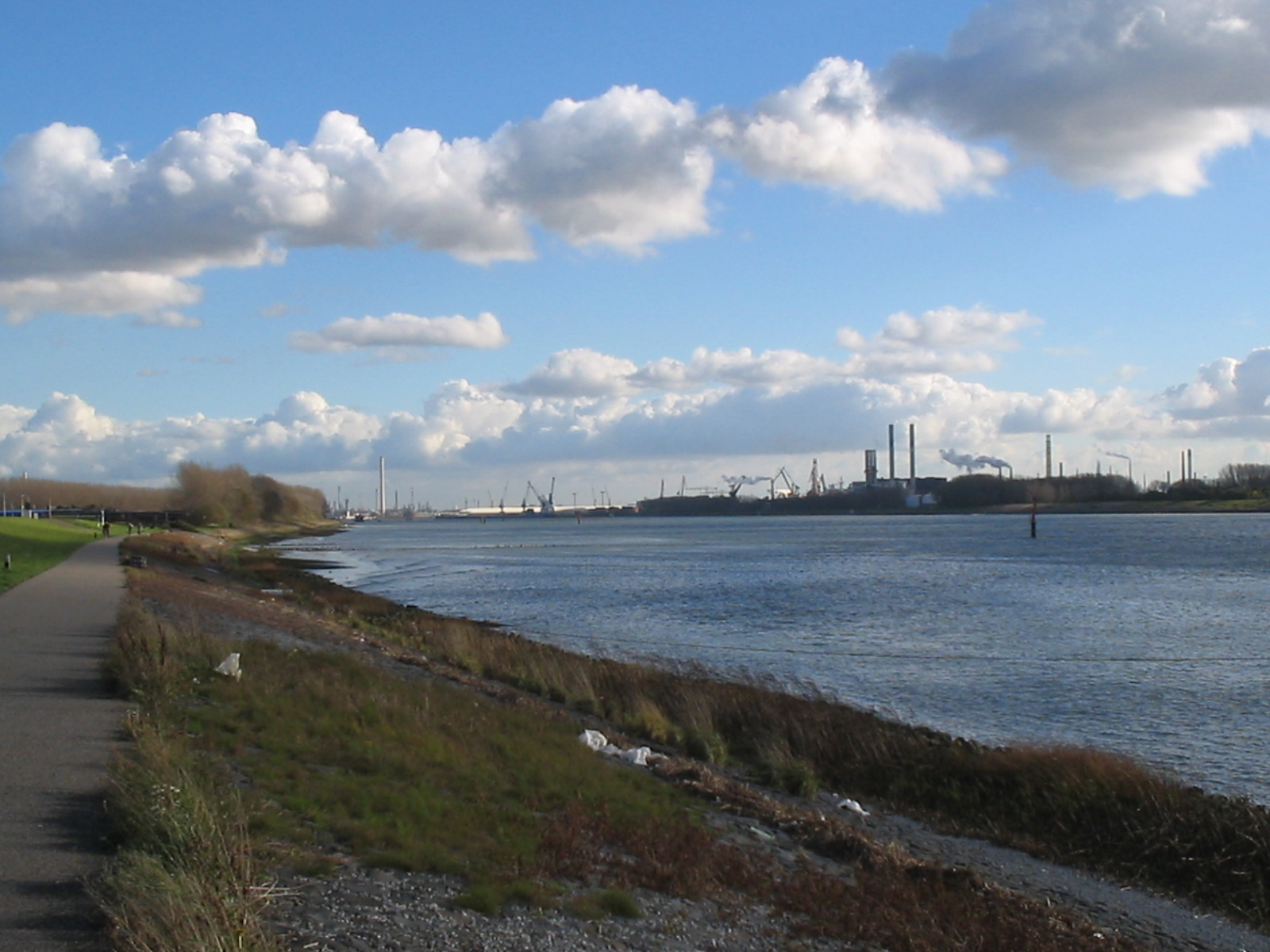
Nieuwe Waterweg

A mediados del siglo XIX, Róterdam ya era una de las ciudades portuarias más grandes del mundo, principalmente debido al transbordo de mercancías desde Alemania a Gran Bretaña. El aumento del tráfico marítimo creó un problema de capacidad: había demasiados ramales en el delta del río, lo que dificultaba el acceso al puerto.
En 1863, se aprobó una ley que permitía la provisión de un nuevo canal para grandes barcos transoceánicos desde Róterdam hasta el Mar del Norte. El ingeniero hidráulico Pieter Caland recibió el encargo de diseñar un canal que atravesara el "Hoek van Holland" y extendiera la desembocadura del Rin hasta el mar. Los diseños ya fueron realizados en 1731 por Nicolaas Samuelsz Cruquius, pero su implementación ya no pudo posponerse para evitar el declive del puerto de Róterdam.
La construcción comenzó el 31 de octubre de 1863. La primera fase consistió en la expropiación de las tierras agrícolas situadas entreRozenburg y Hoek van Holland.
Durante la segunda fase, se construyeron dos diques paralelos entre sí, lo que llevó dos años. Caland propuso ampliar los diques 2 km hacia el mar para alterar las corrientes marinas costeras y disminuir así los depósitos de sedimentos en la ruta marítima.
Una vez finalizados los diques, se inició la tercera fase con la excavación del canal actual. Esta fase se inició el 31 de octubre de 1866 y se completó tres años después. Las grandes cantidades de tierra retirada se utilizaron a su vez para reforzar otras presas y diques.
La última fase consistió en la demolición de la presa que separaba la nueva vía fluvial del mar y del río. En 1872 se completó la Nieuwe Waterweg y Róterdam ya era fácilmente accesible.
Debido a las corrientes y la erosión, la ruta marítima se ha ampliado un poco. Sin embargo, debido al calado de los superpetroleros actuales, es necesario dragarlo constantemente.
En 1997 se puso en funcionamiento la última parte del Plan Delta, el Maeslantkering, cerca de la desembocadura del Nieuwe Waterweg. Esta barrera contra marejadas ciclónicas protege a Róterdam contra las tormentas Beaufort Force 10 a 12 del noroeste.

## Situación actual
El Nieuwe Waterweg proporciona al puerto de Róterdam su acceso a las aguas profundas al Mar del Norte. Desde Hoek van Holland se extiende por aproximadamente 20,5 kilómetros (12,7 mi) donde la vía fluvial continúa como Nieuwe Maas. El primer Nieuwe Waterweg, una brecha entre las dunas de Hoek van Holland, tenía sólo 4,3 kilómetros (2,7 mi) de largo, pero a partir de 1877 el canal se hizo mucho más grande y ancho y se creó el actual Nieuwe Waterweg. Actualmente la anchura del canal se sitúa en entre 480 y 675 metros (524,9 y 738,2 yd) y se draga a una profundidad de 14.5–16.0 metros por debajo del Nivel Normal de Ámsterdam. 
Es este canal, junto con los canales dragados en el Mar del Norte, Maasgeul y Eurogeul, el que permite que barcos como el MS Berge Stahl y el MV <i id="mwSg">Vale Rio de Janeiro</i> (ambos con un calado de 23 metros) entren en Europoort.
La agencia gubernamental holandesa Rijkswaterstaat es responsable del mantenimiento del canal.

## Maasmond
El punto donde el Nieuwe Waterweg desemboca en el Mar del Norte, entre Hoek van Holland en la orilla norte y Maasvlakte en el sur, se llama Maasmond. Está marcado con dos torres de luz de navegación llamadas Paddestoelen ("hongos"). El Nieuwe Waterweg conecta, en el Mar del Norte, con el Maasgeul. Este canal dragado en el Mar del Norte se está ampliando a 840 metros (918,6 yd) para facilitar los buques portacontenedores más grandes para el nuevo Maasvlakte 2 que se inauguró en 2013.